# Síndrome de DRESS
El síndrome de DRESS es una reacción alérgica grave con unas características específicas, provocada por la utilización de determinados fármacos, causa la muerte del 10 % de los afectados, generalmente por insuficiencia hepática aguda. Los síntomas aparecen entre dos y seis semanas después de iniciar el tratamiento con el medicamento causante.

## Etimología
DRESS es un acrónimo formado por las iniciales en inglés de los principales síntomas (Drug Rash with Eosinophilia and Systemic Symptoms), es decir eflorescencia cutánea por fármacos asociada a eosinofilia y síntomas sístémicos. La eflorescencia es una erupción o exantema en la piel, la eosinofilia consiste en la elevación del número normal de eosinófilos en sangre, fenómeno que suele ocurrir en la mayor parte de las reacciones alérgicas y la expresión síntomas sistémicos hace referencia a la existencia de manifestaciones en diferentes órganos internos como el hígado y el riñón. El acrónimo fue acuñado en 1996 con la intención de simplificar la terminología hasta entonces existente, las primeras descripciones fueron realizadas en 1959.

## Etiología
El síndrome de DRESS está ocasionado por una reacción alérgica a determinados fármacos administrados generalmente por vía oral. Los medicamentos implicados más frecuentemente son los siguientes:
- Derivados de las sulfanamidas, entre ellos las sulfamidas que se emplean como antibiótico, la dapsona que se emplea en el tratamiento de la lepra y la sulfasalazina que se utiliza habitualmente para tratar la enfermedad inflamatoria intestinal.[1]
- Agentes anticonvulsivantes como el fenobarbital, la fenitoína y la carbamazepina que se emplean para tratar la epilepsia u otros trastornos relacionados.[1]
- Otros medicamentos como la minociclina, el alopurinol utilizado para tratar la gota y el modafinilo que se emplea para el tratamiento de la narcolepsia por sus propiedades estimulantes.[1] Algunos fármacos ya retirados del mercado que pueden provocar el síndrome son el ranelato de estroncio empleado en el tratamiento de la osteoporosis y el tetrazepam utilizado como relajante muscular.[5]

Se estima que por término medio se presenta un caso por cada 5000 a 10 000 exposiciones a fenitoína, carbamazepina o fenobarbital.

## Clínica

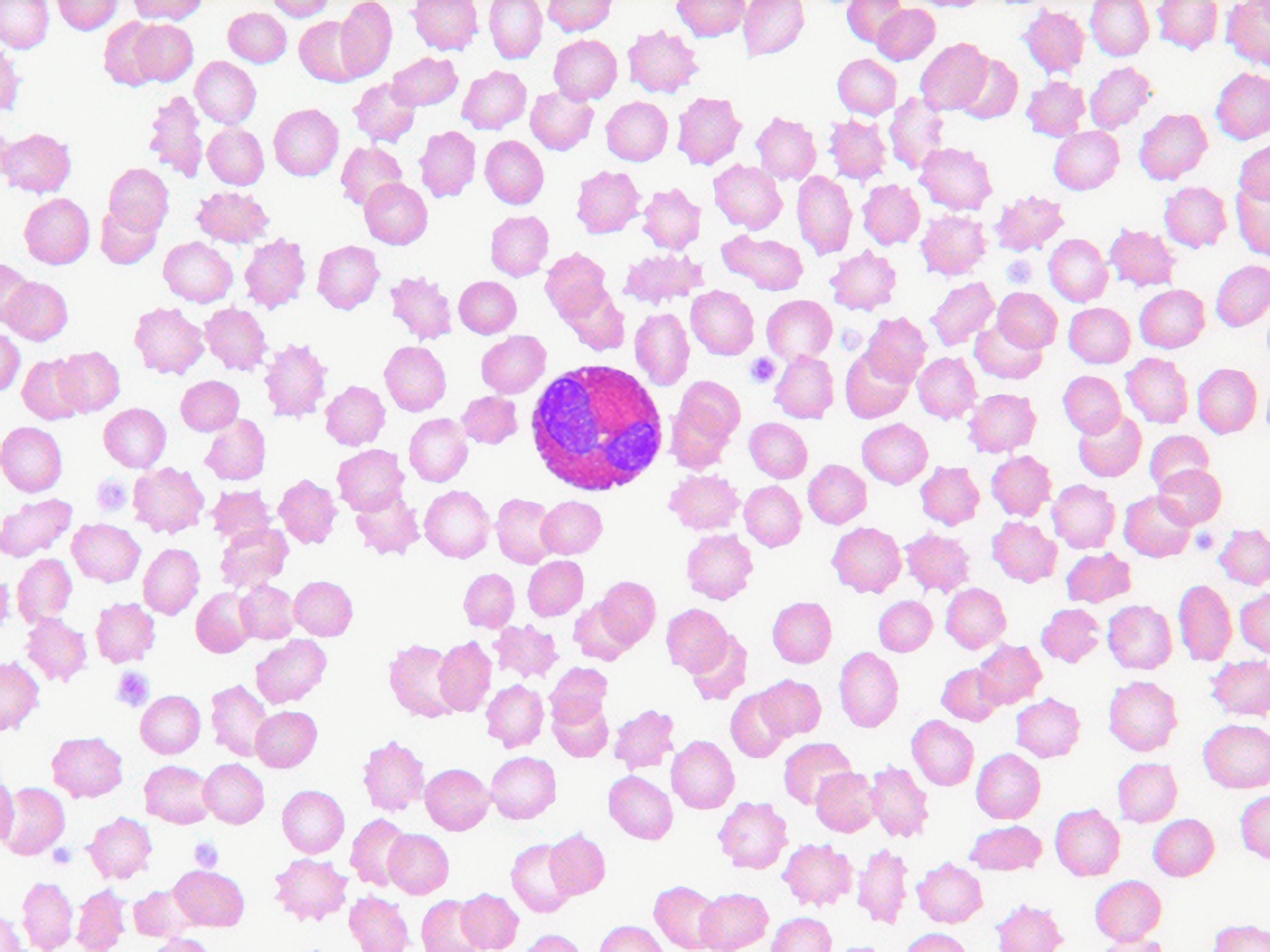
Muestra de sangre en la que son visibles 3 eosinófilos.

Existe fiebre alta de alrededor de 40 °C, erupción en la piel que puede adoptar diferentes aspectos y aparece sobre todo en el tronco y las extremidades, ganglios linfáticos aumentados de tamaño (adenopatías), aumento de eosinófilos en sangre y afectación de órganos internos, principalmente hígado y riñón. En el hígado la afectación puede ser leve o grave, en ocasiones se produce hepatitis fulminante que causa la muerte. El fallo en la función del riñón provoca síntomas de insuficiencia renal leve o severa. En el pulmón se presentan fenómenos inflamatorios que desencadenan una neumonitis intersticial y en el corazón se puede afectar el músculo cardíaco, cuadro conocido como miocarditis, que conduce a insuficiencia cardiaca por déficit en la función de bomba del corazón.

## Diagnóstico diferencial
El síndrome de Dress debe distinguirse de otros procesos que dan síntomas parecidos, entre ellos el síndrome de Stevens-Johnson, la necrólisis epidérmica tóxica y el eritema pigmentado fijo. Se diferencia del síndrome de Steven-Johnson, que está provocado frecuentemente por antibióticos de la familia de las cefalosporinas, en que en este último aparecen vesículas en la piel que no se dan en el síndrome de Dress. También es preciso realizar el diagnóstico diferencial con las infecciones por virus que en ocasiones presentan síntomas parecidos, sin embargo, en este caso no existe el antecedente de exposición a alguno de los fármacos potencialmente causantes del síndrome de Dress.

## Tratamiento
Una vez alcanzado el diagnóstico, debe suspenderse la administración del fármaco causante. El tratamiento de la afección consiste generalmente en la administración de corticosteroides por vía tópica para las lesiones de la piel y vía oral o parenteral cuando existe afectación de los órganos internos.